# Персей і Андромеда (Фетті)
«Персей і Андромеда» (італ. Perseo e Andromeda) — картина італійського живописця Доменіко Фетті (1589—1623), представника епохи бароко. Створена близько 1622 року. Зберігається у колекції Музею історії мистецтв у Відні (інв. №GG 7722).

## Опис
У 1638–1649 роках перебувала у колекції сера Гамільтона. Походить з колекції ерцгерцога Леопольда Вільгельма (1614—1662) з 1659 року у Відні.
Полотно, що зображує сюжет з давньогрецької міфології з Персеєм і Андромедою, є одним із серії робіт на морську міфологічну тематику, що, ймовірно, використовувалися для декорування предметів меблів (на двох інших панно зображені Гера і Леандр, Поліфем і Галатея).